# 玛丽亚·尼基福罗夫
玛丽亚·尼基福罗夫（羅馬尼亞語：Maria Nichiforov，1951年4月9日—2022年6月24日），罗马尼亚女子皮划艇运动员。她曾代表罗马尼亚参加1972年夏季奥林匹克运动会皮划艇比赛，获得女子双人皮艇500米铜牌。